# Кінкімаво
Кінкімаво (Tylas eduardi) — вид горобцеподібних птахів родини вангових (Vangidae).

## Поширення
Ендемік Мадагаскару. Його природними середовищами існування є субтропічний або тропічний сухий ліс та субтропічний або тропічний вологий низинний ліс.

## Опис
Невеликий птах, завдовжки 20-21 см, вагою 35–54 г. Верх оливково-коричневий, нижня сторона вохристого кольору, ноги темні. Трапляються птахи з білими грудями і животом. Голова, горло і шия чорні з вузьким білим коміром.

## Спосіб життя
Харчується дрібними та середніми комахами, гусеницями та жуками. Вони шукають їжу в кронах дерев і ловлять літаючих комах у повітрі. Розмножується між жовтнем і січнем на сході, з серпня по вересень на заході Мадагаскару.

## Підвиди
Включає два підвиди:
- Tylas eduardi eduardi (Hartlaub, 1862) — мешкає в східній частині Мадагаскару.
- Tylas eduardi albigularis (Hartlaub, 1877) — трапляться на заході Мадагаскару.